# Apisa kamitugensis
Apisa kamitugensis är en fjärilsart som beskrevs av Abel Dufrane 1945. Apisa kamitugensis ingår i släktet Apisa och familjen björnspinnare. Inga underarter finns listade i Catalogue of Life.